# It's Better to Travel
It's Better to Travel è l'album di debutto del gruppo musicale britannico Swing Out Sister, pubblicato dall'etichetta discografica Mercury l'11 maggio 1987.
Il disco, disponibile su long playing, musicassetta e compact disc, versione nella quale sono presenti 4 tracce aggiuntive rispetto alle 9 degli altri formati: si tratta di versioni alternative di altrettanti canzoni contenute nello stesso disco.
Il disco raggiunse la prima posizione nella classifica UK e consentì al gruppo di ottenere due nomination per i Grammy Awards:  Best New Artist e Best Pop Performance.
L'album è prodotto da Paul Staveley O'Duffy. I brani sono interamente composti dallo stesso gruppo.

## Tracce

### Lato A
1. Breakout – 3:46
2. Twilight World (Superb, Superb, Mix) – 6:27
3. After Hours – 4:48
4. Blue Mood – 4:18

### Lato B
1. Surrender – 3:53
2. Fooled by a Smile – 4:06
3. Communion – 4:40
4. It's Not Enough – 3:46
5. Theme (From - "It's Better to Travel") – 4:32